# Морозівка (Вінницький район)
Моро́зівка — село в Україні, в Погребищенській міській громаді Вінницького району Вінницької області. Розташоване на обох берегах річки Оріховатка (притока Росі) за 18 км від міста Погребище, за 12 км від зупинного пункту Рось та за 6 км від автошляху Т 0203. Населення становить 668 осіб.

## Історія
Перші поселення, враховуючи вигідну місцину для того часу, а це достатньо їжі, дичини в навколишніх лісах які укривали територію від р. Рось до гирл Києва. Повноводні річки Оріховатка і В᾽ятка, гирла яких служили чудовим місцем розташування і захисту від ворожих навал.
Та перші датовані історичні факти з᾽являються в давніх джерелах Київської Русі в 6539 році за старим стилем, в 1030—1031 р.р. за сучасним літочисленням, за часів Ярослава Мудрого. Який прославився не лише як будівничий великої держави Руської, а й як сподвижник писемності. Чого тільки вартує славнозвісна бібліотека князя, що налічувала, за різними джерелами від 950 до 1500 книг.
Тому перші спогади людей, що оселились на території сучасної Морозівки та їх описи датуються 1030—1031 р.р. по указу великого князя Ярослава Мудрого після перемоги над половцями на Богатирському полі  (V.112, VII.293, ІІ249 6539 р. на устев р. Рось стал ставіть гради) відгородившись від половецьких племен (витяг з  описів того часу)
Відповідно, за 7 км (що дорівнює 1 год. пішки) від річки Рось, що слугувала кордоном, розташовувалась сторожа (до наших днів збереглася місцина, що називається Сторожин). Це 8150 м від перехрестя с. Бурківці — Морозівка — Новофастів. Тут розташовувалась сторожа, що була на посту від 7 до 14 днів вахти. Потім змінювалась. Їх сім'ї проживали неподалік, у безпечному місці — між берегами річок Оріховатка та Вꞌятка.
В другій половині квітня 1240 року востаннє застава сторожа сповістила Київ про нашестя татаро-монгольського іга.
Неподалік урочища «Сокира» знаходився Лазаревський чоловічий монастир, який діяв і розбудовувався понад 200 років. Поруч розросталось поселення, що в подальшому мали назви с. Сніжна, Березянка, Топори, Рогачі. Після побоїща на Богатирському полі, полеглих воїнів  поховали в кургані поруч. Нинішній Новофастів, до певного часу Голохвастов, названий від куцої, як хвіст дороги, яка закінчувалась трясовиною, біля теперішнього лісництва, і носила не добру славу.
Войовничість морозівчан  по захисту кордонів Київської Русі зігравала не аби яку роль з приходом татар. Оскільки сміливість, звитяга та відсутність страху смерті передалось на генному рівні. Тому донині цьому народу притаманні гордість, відвага та нетерпимість до ярма. Доказом цього є герої, що віддали свої життя в різних війнах, імена яких викарбувані на граніті меморіального комплексу села.
На весні 2013 року на місці, де знаходилась сторожа, знайдена князівська печатка. Роком раніше на місці монастиря — нагрудна ікона високопоставленого представника духовенства. Та найважливішими є документ виданий Морозівською парафією громадянам села.
Знаходячись на основній дорозі, Морозівку не обійшли стороною і трагічні події епохи татаро-монгольського  розорення. Завдяки розташуванню доступ був  обмежений. Тому під час облоги Києва, одним з розташувань військової структури хана Батия, були с. Бухни та с. Бурківці, які й досі зберегли назви з середини XIII століття.
Уродженець села Правдюк Галактіон за мужність і звитягу, проявлену у війні з турками в Криму, отримав з рук цариці орден Андрія Первозванного і чин офіцера. «Милостю її величності», так написано в нагородному листі.
Чого тільки вартий Катерининський міст через річку Оріховатка, який частково зберігся донині і служить сучасникам як майданчик для забору води для пожежних автомобілів. Дорога, прокладена Потьомкіним на південь через центр села та старе кладовище, відрізнялась прямотою та безпечністю.
Яскравий період життя села припав на час панування пана Любовицького, військового діяча, який, до речі, отримав від Катерини II в 1741 році разом з 1500 душ кріпосних та 5097 десятин землі з прилеглими з с. Морозівка, Березянка, Новофастів, Бабинці, Мовчанівка, Сніжна. За його часів процвітало конярство. Іподром знаходився на північ від господи, що розташовувалась в урочищі Березина. І донині можна спостерігати залишки чотирьох маєтків з  ймовірними межами їх садиб. Де проживали в с. Морозівка  сімꞌя Любовицьких. В Рогачах та Новофастові його сини, а на богатирі — дочка. Найкраще зберігся маєток середнього сина, що розташований в с. Рогачі, який побудував цукроварню в с. Топори, де збереглось два приміщення та дві греблі для доставки сировини — буряків, що відмінно родили на цих землях. Збудована дамба на річці Оріховатка, де був установлений водяний млин та водяна олійня. Також ініціював будівництво храму  Святого Миколая в 1741 році та кам᾽яну дзвіницю, закладену в 1735 році.
В подальшому  село послідовно переходило до князів Вишневецьких, гетьману Радзівілу, графові Ржевуському, в 1805 році було викуплене Стефаном Любовицьким, кумом Б. Хмельницького.
Отож у далекому 1846 році посеред літа (з 1 по 24 липня) прибула наукова експедиція з університету ім. Святого Володимира м. Києва, нині імені Т. Г. Шевченка для вивчення, а точніше в пошуках скарбів. Які мали б місце бути в прикордонних з Росью краях оскільки століттями тут проходив кордон Київської русі та Половецьких орд. Де немало було як не пограбувань, то спустошень людських поселень. Не говорячи про Лазеревський монастир, який знаходився на цих землях.
Тому тогочасні правителі не стільки пеклися про історію України, як намагалися збільшити свої статки за рахунок грабежів історичних пам'яток та місцин поповнюючи царську казну. Так що місце дослідження було вибрано не випадково.
Розташовувалась експедиція на постоялому дворі поштового відділення с. Морозівки. Де була можливість проживати і мати продовольчі забезпечення оскільки тут за часів Катерини II розташовувалась «ізба-їдальння» спрямувавши основні зусилля археологів на розкопки курганів, старих поселень  і т. д. Не менш важливим було питання сполучення з університетом оскільки через село на той час проходив «Козацький шлях» яким проїздили екіпажі до Києва, Липовецького та Вінницького напрямків, що дозволило передавати звіт документації (пошту) та приймати директиви з університету. До речі, цей шлях в народі називали битим, оскільки покриття будучи чисто ґрунтовим, був так вбитий копитами коней, що навіть літні дощі не завдавали йому шкоди.
І лише осінньо-весняне бездоріжжя проходилось зрештою ліквідовувати руками людей на що також була накладена повинність по ремонту дороги. Так що казенний шлях людям більше приносив проблем чим задоволення. Адже закріплені ділянки дороги за сім'ями, родами потребували не аби-яких  зусиль в підтримуванні їх в належному стані. Скільки землі переносили в ті колії забиваючи калюжі і скільки ровів було прокопано щоб відвести застійні води з дороги.
Так і підтримувався рух на дорозі передаючи з покоління в покоління відповідальність за ділянки призначались родинам на утримання.
Та головною метою археологів того часу була не дорога, хоча вона також з рахунку не знімалась. Лазаревський монастир спершу знаходився в кінці вулиці Садова, а нині  ім. А. А. Бурлачука с. Морозівки неподалік Урочища-Сокира, де часто знаходять старовинні історичні вироби під час обробітку землі. Та хіба ж хто скаже. До речі місця якого до цих пір точно не встановлено. А на той час найбагатшими були духовні обителі, а монастирські тим паче, оскільки знищений він був 1240 роках татаро-монгольськими завойовниками. Про що говориться  в повісті «Минулих літ» Нестора Літописця.
Так отож саме з цією метою і було споряджено археологічну експедицію. До складу якої входили не лише археологи а й конюхи, кухарі та художник, як обов'язковий працівник для замальовок з першу місцини де проводяться розкопки, а як повезе то й малюнки знахідок, оскільки в той час фотографів не було. Землеробів наймали по місцю проведення розкопок, самих пошуковців  брали із студентів, так і дешевше було, та й рівень освіти зростав. Тому в нашому випадку в складі археологічної експедиції знаходився, у майбутньому знаменитий на весь світ Кобзар, національний герой Тарас Григорович Шевченко. В цьому нічого дивного немає оскільки поєднання художньої майстерності і писемності на той час це був рідкісний феномен в тому числі таланту. Тому й залучали таких людей, на той час важливих справ. А до слова сказати  Шевченко Т. Г. неодноразово брав участь в таких експедиціях. Навіть будучи в солдатах він брав участь в експедиціях по Кавказу та вивченню Каспійського моря.
Отож і наш край не оминув. Експедиція досліджувала всі прилеглі території і річок Оріховатка і В'ятка, відповідно до переказів в Повісті Нестора Літописця там описано місця знаходження Лазаревського монастиря.
Дана експедиція відкрила  три стародавні поселення в районні урочища «Круглого» на схід від населеного  пункту с. Бухни, «Чагар Яру» між  населеними пунктами Новофастів і Морозівка та вздовж річки Оріховатка в районі урочища «Сокира». Окрім нанесених на карту поселень, ніяких відомостей про знахідку більше немає (Довідно з центрального архіву м. Петербурзької академії  наук) де знаходяться звіти даної  експедиції.
  Та не менш цікавим є  той факт, що сам Т. Г. Шевченко перебуваючи в селі в зазначений час нерозлучно носив з собою записничок з олівцем  і як розповідала баба Христя мати діда Данила чия хата примикала до постоялого двору, її батько часто спілкувався з постояльцями, шляхом надання послуг: піднесення особистих речей, випрягання коней, пригощання свіжою  водою з криниці яка  знаходилась  в кінці їхнього городу і була їхньою  криницею з якої вони брали і пили воду самі постояльці та мешканці села. Тому дітям завжди було цікаво, а хто там з нових приїхав, які вони, що то за люди? А тим більше якщо це люди не високої посади доступні в спілкуванні. Отож і дістався нам на пам'ять  листочок із записничка на якому було зображено десятирічну Христю. Хоча до слову сказати цінність того малюнка була спочатку не стільки в художності, скільки у самому листку, оскільки папір на той час була рідкістю, а тому цінувався, отож і Шевченко старався використовувати його по декілька разів, стираючи попередній малюнок. Дісталося Христі таке надбання не випадково, оскільки вона з рання і до вечора допомагала по господарству: пасла гусей, доглядала за городом, носила воду.  А це як виявилось дуже розчулило Т. Г. Шевченка нагадавши його дитинство та й дівчинка сподобалась, такою балакучою щебетушкою була зі щирою вдачею.  Завжди проходячи повз постояльця старалась  пригостити пиріжком в неділю, то вишень в кошик нарве, який постійно сидів на горбочку біля  кринички де його найкраще спонукало до творчості. Сам Тарас спочатку здавався підозрілим, все розпитував, всім цікавився, особливо Христі не сподобалося, коли він розпитував як живуть батьки, що їдять, про що говорять. Згодом вдивляючись в його сумні очі, зрозуміла на скільки це щира і  добра людина. А сам поет навіяний красою даного краю  написав  нові вірші «Лілія», «Русалка» правда вірші ті були сумні, як і сам Тарас, та все ж цікаві. За час перебування в експедиції і хоча доступ людей із зрозумілих причин був обмежений, та все ж більше сельчан сильно прив'язались до археологів «копачів»  тим більше  постояльці потребували чималої  провізії. Враховуючи теплі стосунки з місцевим населенням які були  використані під  час чергового паводку дощового літа, що кожен раз  заливало  відому криничку. Ось  і вирішив Тарас Григорович покращити стан кринички зібравши чоловіків поскільки діти самі намагалися всіляко  допомогти  в поглибленні самої кринички і встановленні виготовлених цябрин, які і знайшлись  через 150 років під  час прибирання  прилеглої території громадянами села Морозівка які  і вирішили відновити пам'ятку про Великого Кобзаря.
Окрім того сформували гай Шевченка, висадивши липи де і поставили обеліск на його ім'я, у завершенні  назвавши його вулицю його іменем. На радість селянам криничка вдосталь забезпечує  чистою смачною  водою і не виключено, що  вивчивши місцевий фольклор перекази та легенди Т. Г. Шевченко написав черговий твір «Максимова криниця».
                                    «…Не хай, — каже- колись люди
                                           Будуть воду  пити, Та за мою грішну  душу, Господа молити.»
Такі слова  викарбувані під  барельєфом Т. Г. Шевченко  біля його  кринички.
Під час організованого радянською владою Голодомору 1932—1933 років померло щонайменше 259 жителів села.
12 червня 2020 року, відповідно до розпорядження Кабінету Міністрів України № 707-р «Про визначення адміністративних центрів та затвердження територій територіальних громад Вінницької області», увійшло до складу Погребищенської міської громади.
19 липня 2020 року, в результаті адміністративно-територіальної реформи та ліквідації Погребищенського району, село увійшло до складу Вінницького району.

## Населення
| Рік            | 1897 | ~1900 | ~1902 | ~1972 | 1989 | 2001 |
| -------------- | ---- | ----- | ----- | ----- | ---- | ---- |
| Кількість осіб |      |       |       | 1269  |      |      |

## Відомі уродженці
- Антон Гнатович Бурлачук (1925—1945) — Герой Радянського Союзу.
- Корнійчук Май Тихонович (2 травня 1937) — доктор технічних наук, професор, академік АН ВШ України.
- Ковалько Станіслав Павлович — кавалер двох орденів Леніна депутат Верховної ради УРСР трьох скликань, керівник районної будівельної організації.
- Правдюк Григорій Харитонович — начальник Центрального командного пункту МО СРСР
- Гудзевич Анатолій Васильович (26 квітня 1962 р.) — Доктор географічних наук в ВДПУ